# Sant Julià de Garòs
Sant Julià de Garòs és una església de Garòs al municipi de Naut Aran (Vall d'Aran) inclosa en l'Inventari del Patrimoni Arquitectònic de Catalunya.

## Descripció

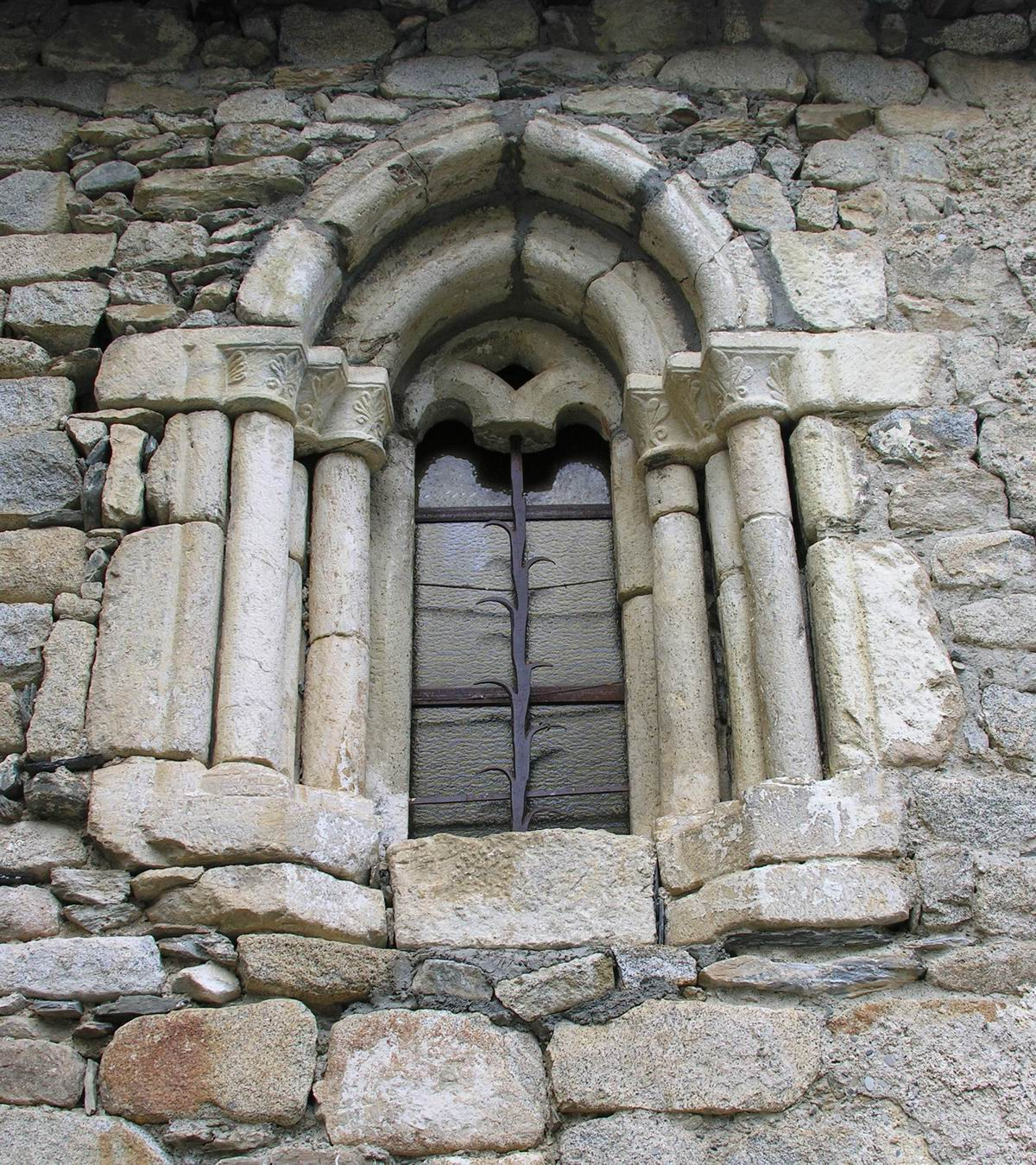
Finestra amb arquivoltes apuntades

Església d'una nau (6,5 x 22 m), amb absis poligonal de cinc cares situat a l'est i cobert amb volta d'aresta amb clau central.
Els murs de la nau són d'un gruix considerable i pertanyen al període romànic. Al mur meridional s'obren tres finestres i la porta. Dues de les finestres són d'una derrama, mentre que la tercera, situada entre la porta i el campanar, la té doble, amb arquivoltes apuntades i columnetes. La porta és adovellada amb arc de mig punt.
A l'exterior corre una cornisa rematada amb caps de monstres, petxines, boles i flors. A l'angle sud-oest, hi ha adossat el campanar, molt robust, de planta quadrada cobert amb un agut capitell de llicorella, quedant palesa la seva condició de caràcter defensiu.
Al mur septentrional, existeix una petita capella i darrere l'absis, hi ha la sagristia.
Pica beneitera llisa, de 75 cm d'alçada i 80 cm de diàmetre. El pedestal, que presenta estries verticals, no correspon a la pica, amb la qual no encaixa i és d'un diàmetre massa petit per a la base de la pica.
Pica baptismal llisa excepte per unes motllures a la part inferior del recipient. Fa 80 cm de diàmetre i 75 d'alçada (al nivell actual del terra).

## Història
L'obra originària del segle xii sofrí una important modificació el segle xv, en el que substituí la capçalera romànica per l'actual gòtica. Durant el segle xvii l'església fou novament objecte de modificacions i es construí la torre-campanar, datada per la inscripció d'una petita finestra de caràcter renaixentista on figura l'any 1619. D'aquest moment és també la construcció de la sagristia i de la capella que hi ha al costat nord de la nau.